# Kingstown
Kingstown [ˈkɪŋztaʊn] ist die Hauptstadt des Inselstaates St. Vincent und die Grenadinen im Parish Saint George an der Südküste der Insel St. Vincent. Mit 12.909 Einwohnern (Zensus 2012) auf einer Fläche von 4,9 km² ist sie die größte Stadt des Landes. Für 2021 wurde die Bevölkerung auf knapp über 13.000 Einwohner geschätzt.
Die Stadt ist der Sitz des Bistums Kingstown.

## Verkehr
Dank ihres Seehafens ist die Stadt das Zentrum der landwirtschaftlichen Industrie des Landes und bietet von ihrem Fährhafen Verbindungen zu den südlich gelegenen Grenadinen an, insbesondere zur Insel Bequia. Kingstown ist der Heimathafen einiger bekannter Schiffe wie Paloma I, Syria Star, Zhen Hua 10 und A. v. Humboldt.
Der südöstlich der Stadt in der Ortschaft Arnos Vale gelegene Flughafen E.T. Joshua wurde im Februar 2017 stillgelegt und in ein Einkaufszentrum umgewandelt.

## Geschichte
Die später von den britischen Kolonialherren Kingstown genannte Stadt wurde 1722 von den Franzosen gegründet. Im Pariser Frieden 1763 wurde St. Vincent an das Königreich Großbritannien abgetreten. Am 24. Januar 1793 legte William Bligh (bekannt durch die Meuterei auf der Bounty) mit der Providence im Hafen der Stadt an und brachte unter anderen Pflanzen die ersten Brotfruchtsetzlinge auf die Insel. Die ersten Bäume wurden im Botanischen Garten von St. Vincent gepflanzt, insgesamt sechs Arten ohne Samen. Im Botanischen Garten der Insel wächst noch heute ein Ableger eines der Original-Bäume.

## Sehenswürdigkeiten

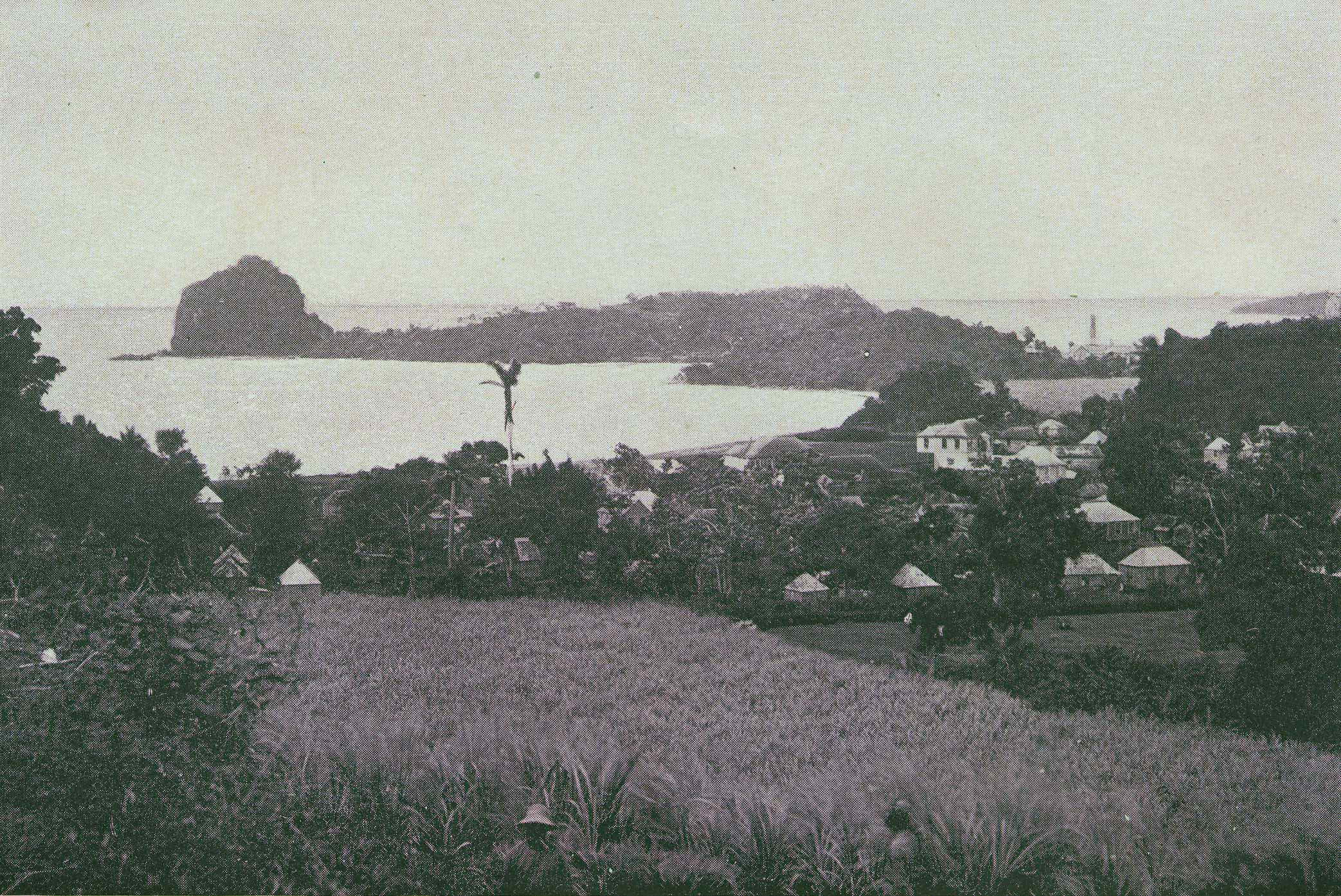
Fort Duvernette (auf Kuppe links) und Young Island, 1890er Jahre

- Der acht Hektar große und 1765[9] eröffnete Botanische Garten ist der älteste der Inseln über dem Winde.
- Die anglikanische Kathedrale St. George stammt aus dem frühen 19. Jahrhundert; die katholische Kathedrale St. Mary wurde im Jahre 1935 erbaut.
- Nördlich von Kingstown an der Westküste (ca. 20 km Luftlinie) wurden in der Bucht Wallilabou bei der Siedlung Barrouallie Teile des Films Fluch der Karibik gedreht.[10] Reste der für das Szenenbild des Films erstellten Bauten sind in der Bucht noch erhalten.
- Fort Duvernette und Young Island befinden sich unmittelbar vor der Küste westlich der Blue Lagoon.
- Das Fort Charlotte, benannt nach Sophie Charlotte zu Mecklenburg-Strelitz, der Königin von England, ist eine Festung, die die Briten 1806 auf einer fast 200 Meter hohen Klippe erbauen ließen.
- In der Stadt befindet sich das Arnos Vale Stadium, ein Test-Cricket-Stadion, das vom West Indies Cricket Team benutzt wird. Das Stadion war einer der Austragungsorte beim ICC Men’s T20 World Cup 2024.[11]

## Söhne und Töchter der Stadt
- Ellsworth McGranahan „Shake“ Keane (1927–1997), Jazzmusiker, Dichter und Kulturminister von St. Vincent und die Grenadinen.
- Kineke Alexander (* 1986), Leichtathletin
- Cornelius Stewart (* 1989), Fußballspieler
- Courtney Williams (* 1991), Leichtathlet
- Handal Roban (* 2002), Mittelstreckenläufer

## Einzelnachweise

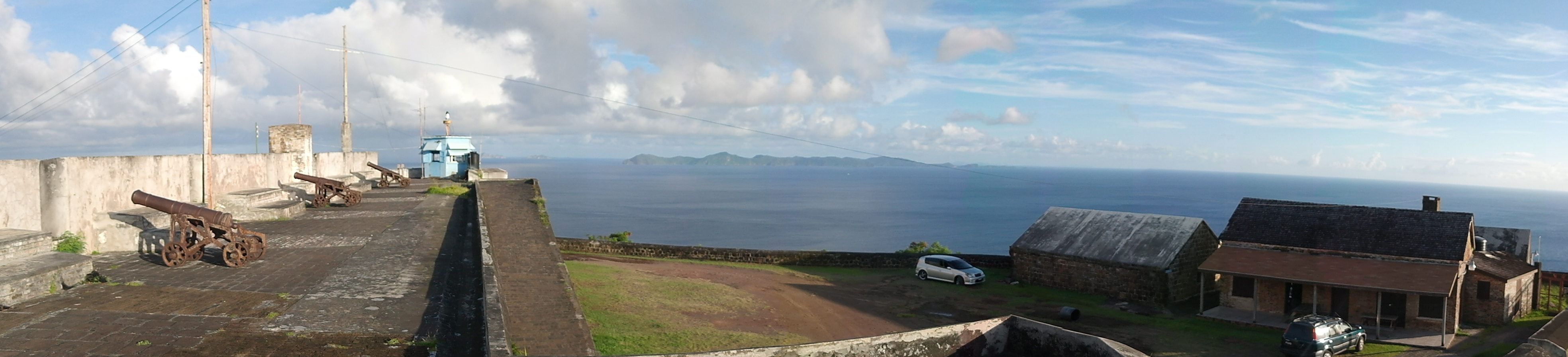
Blick vom Fort Charlotte oberhalb Kingstown nach Süden auf die Insel Bequia